# ابو دیان
ابو دیان در یمن است که در استان حضرموت واقع شده‌است.